# Tusensnäckor
Tusensnäckor (Hydrobiidae) är en familj av snäckor. Enligt Catalogue of Life och Dyntaxa ingår Tusensnäckor i ordningen Littorinimorpha, klassen snäckor, fylumet blötdjur och riket djur. Enligt Catalogue of Life omfattar familjen Hydrobiidae 1273 arter.

## Bildgalleri

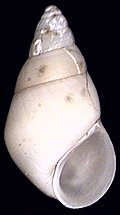
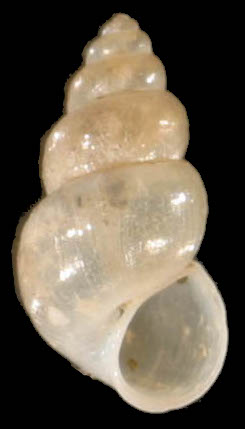

## Dottertaxa till Tusensnäckor, i alfabetisk ordning[1][2]
- Amnicola
- Antrobia
- Antrorbis
- Antroselates
- Aphaostracon
- Balconorbis
- Birgella
- Bythinella
- Catapyrgus
- Cincinnatia
- Clappia
- Cochliopa
- Cochliopina
- Dasyscias
- Fluminicola
- Fontelicella
- Fontigens
- Gillia
- Hadoceras
- Hadopyrgus
- Heleobops
- Holsingeria
- Horatia
- Hoyia
- Hyalopyrgus
- Hydrobia
- Lepyrium
- Lithoglyphus
- Littoridina
- Littoridinops
- Lyogyrus
- Marstonia
- Marstoniopsis
- Notogillia
- Obrovia
- Onobops
- Opacuincola
- Paludestrema
- Paxillostium
- Peringia
- Phreatoceras
- Phreatodrobia
- Potamopyrgus
- Pristinicola
- Probythinella
- Pyrgophorus
- Pyrgulopsis
- Rhapinema
- Saganoa
- Somatogyrus
- Spilochlamys
- Spurwinkia
- Stiobia
- Stygopyrgus
- Taylorconcha
- Texadina
- Texapyrgus
- Tryonia